# Wiesbaden (Schiff, 1917)
Die Wiesbaden war ein Kleiner Kreuzer der Kaiserlichen Marine. Sie war das zweite Schiff der Cöln-Klasse und Namensnachfolger des in der Skagerrakschlacht versenkten Kleinen Kreuzers Wiesbaden von 1915.

## Geschichte
Ursprünglich als Ersatz für die im Seegefecht bei den Falklandinseln versenkte Nürnberg in das Kriegsbauprogramm eingeplant, wurde das Schiff 1915 bei der AG Vulcan Stettin auf Kiel gelegt. Am 3. März 1917 wurde es beim Stapellauf, der ohne die sonst üblichen Feierlichkeiten ablief, auf den Namen Wiesbaden getauft. Der weitere Bau ging nur sehr schleppend voran, weshalb das Schiff bis Kriegsende nicht in den Dienst kam. Dieses Schicksal teilte die Wiesbaden mit sieben weiteren Schiffen ihrer Klasse, die ebenfalls wegen Mangel an Material und Personal auf den Werften unvollendet blieben. Fünf Monate vor der geplanten Fertigstellung mussten die Bauarbeiten im Dezember 1918 eingestellt werden.
Am 17. November 1919 wurde die Wiesbaden wieder aus der Flottenliste gestrichen. Vorhandene Umbaupläne wurden nicht umgesetzt und der unfertige Kreuzer wurde 1920 verschrottet.